# Pinheiral
Pinheiral é um município brasileiro situado no sul do estado do Rio de Janeiro, no Vale do Paraíba Fluminense. Localiza-se a uma latitude 22º30'46" sul e a uma longitude 44º00'02" oeste, estando a uma altitude de 345 metros. Sua população segundo o censo 2022 do Instituto Brasileiro de Geografia e Estatística era de 24.298 habitantes.  

## História

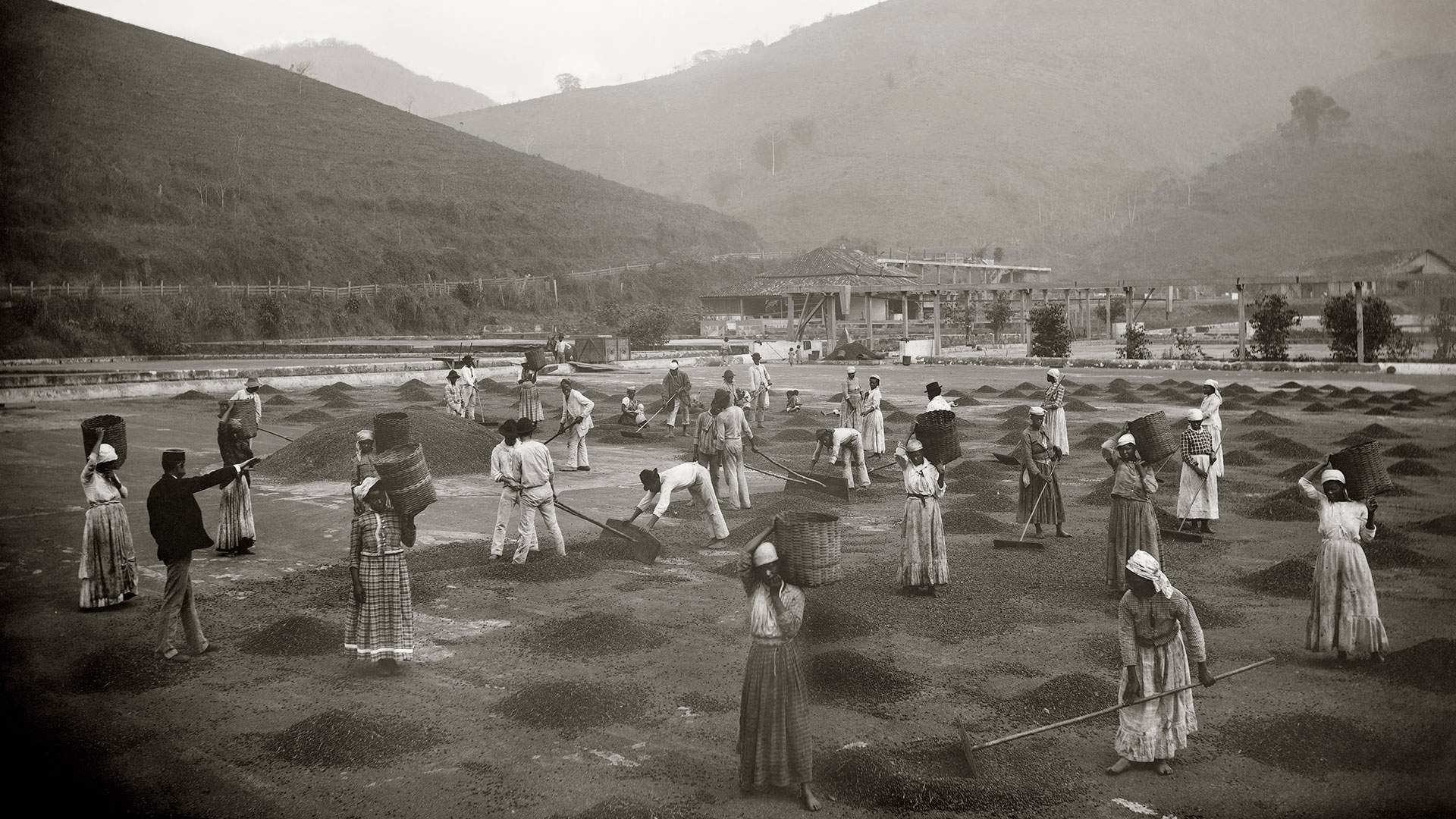
Escravos numa plantação de café no Brasil, por volta de 1882, poucos anos antes da sua abolição em 1888.

A cidade deve o seu nome à plantação de café São José do Pinheiro, uma das mais prósperas fazendas escravistas do Brasil. Quase 500 pessoas – uma força de trabalho excepcionalmente grande, mesmo para os padrões brasileiros – trabalhavam ali para José de Souza Breves, um dos homens mais ricos do país, que também possuía outras oito plantações na região. Hoje, os descendentes de escravos obtiveram financiamento do governo brasileiro para transformar o Parque das Ruínas, o último vestígio da plantação, num museu e numa escola de jongo, uma tradição afro-brasileira que combina música, dança, espiritualidade e tradições orais.

## Patrimônio arquitetônico
Destaca-se a Estação Ferroviária de Pinheiral, construída em 1870 e pertencente ao Ramal de São Paulo da antiga Estrada de Ferro Central do Brasil, que conserva as características neoclássicas originais, e abriga atualmente a Secretaria Municipal de Educação, Cultura, Esporte e Lazer - SEMECEL - tendo abrigado anteriormente a biblioteca pública Prefeito Aurelino Gonçalves Barbosa. Outro marco notável na história do município é o casarão, sede da fazenda que deu origem à cidade. Atualmente encontra-se restaurada e, ao seu redor, estão as instalações do atual Instituto de Educação Tecnologia - Campus Nilo Peçanha.